# Музей науки (Сендай)
Сэндайский музей науки (яп. 仙台市科学館) — музей науки в городе Сэндай.

## История музея
Городской музей науки Сэндай был открыт в 1968 году. До открытия музея в городе существовал городской кабинет науки, открытый в 1952 году. В кабинете были оборудованы лаборатории, позволяющие проводить различные физические, химические, биологические и электрические эксперименты. Кабинет науки управлялся комитетом, состоящим из представителей городского совета по образованию и профессоров (научных консультантов) из Университета Тохоку. Кабинет служил научной образовательной базой для всех желающих, проводя научные семинары и лекции, а также в качестве научной лаборатории для средних и старших школ города, поскольку в то время большинство муниципальных школ Сендая не имело своих научных кабинетов. По этой причине городской научный кабинет рассматривался как общая лаборатория для учащихся средних школ. В сентябре 1954 года на базе городского кабинета науки была проведена 1-я Сендайская городская студенческая научная студенческая выставка.
Концепция городского музея науки была разработана и одобрена городским советом Сэндая в 1966 году. Музей науки был открыт на арендованных площадях в мае 1968 года. Музей науки состоял из одного выставочного зала и двух лабораторий. В то же время функции кабинета науки перемешли в Музей науки. Музей науки унаследовав функции кабинета науки, также активно участвовал в других мероприятиях, включая планирование и проведение кинопоказов и организации специальных выставок. При расширении функций музея возрастала проблема нехватки площадей. По этой причине создание нового здания для расширенния музея науки стало насущной необходимостью. В 1985 году было принято решение о развитии городского музея науки.
Строительство нового здания для музея науки было начато в 1988 году. В сентябре 1990 года музей науки был открыт в новом здании, расположенном в Тайхарском лесопарке. Это место сегодня и является местом размещения Музея науки города Сендай. В апреле 1996 года был запущен веб-сайт Городского музея науки Сендай. В 2000—2001 годах был реконструирован выставочный зал музея.
В 2013 году, в связи с введением права спонсоров на именование объектов, после заключения трёхлетнего контракта музея с фирмой Sumitomo 3M приобрела его по трехлетнему контракту, музей получил название «Городской музей науки 3M Сендай».
Проект здания и ландшафтный дизайн Сендайского музея науки были отмечены несколькими наградами:
- 1990 — проект здания был отмечен архитектурной премией Тохоку,
- 1992 — ландшафтный дизайн музея был отмечен Сендайской городской премией,
- 1996 — музей получил премию «Общественное здание»,
- 1998 — здание музея вошло в список «100 лучших общественных зданий», составленным Министерством строительства Японии.

## Экспозиция музея
В вестибюле музея представлен скелет древнего слона Elephas naumanni.
РАЗДЕЛЫ МУЗЕЯ НАУКИ:
- Раздел естествознания[4]:

Выставочный зал мира природы: Экспозиция подразделяется на пять групп: острова, проливы, равнины, реки и горы. В данном разделе представлены образцы животного мира, обитающие в районе Сендая; окаменелости, найденные в префектуре Мияги; макеты мамонтов; полезные ископаемые, добываемые в регионе Тохоку и симулятор землетрясений. В центре выставочного зала развёрнут макет джунглей с макетами многочисленных обитателей.
Ворота в природу: Экспозиция позволяет изучать формы, цвета, числа и звуки, встречающиеся в природе. В секциях раздела представлены: яйца, гнезда и коконы; семена и плоды; листья и цветы; морские водоросли; образцы грибов; скалы; минералы и др.
Региональная природа: Представлены 7 видов доисторических слонов (мамонтов). Биологическая секция знакомит с экосистемой района, простирающегося от гор Оу до Тихого океана.
Симулятор землетрясений «Gurari-kun».
- Раздел науки и техники[5]:

«Космический корабль»: Выставочный зал данного раздела, оформлен в виде космического корабля. В зале размещены интерактивные экспонатамы. Здесь представлены все научно-технические изобретения и открытия, сделанные в Сендае.
Ворота в науку: Экспонаты для проведения физических экспериментов.
Таинственный мир химии: Экспонаты показывают различные химические реакции и модели молекул.
Интересные события вокруг вас: Экспонаты рассказывающие о физических свойствах среды (вода, воздух, свет и звук; принцип Архимеда; трение и тепло); лазеры; оборудование для экспериментов с волновым движением; звуковая линза;
Экспозиция научных открытий, сделанных в Сендае.
Экспозиция взаимосвязи электричества и магнетизма.
- Раздел «Системы жизни»[6]:

Выставочный зал испытаний науки о повседневной жизни: Экспонаты для испытаний науки о жизни, науки об игре, науки об окружающей среде, науки о полётах.
Экологическое ателье: Экспозиция по темам: энергия/переработка, атмосфера/вода, глобальное потепление и др.; природа Сендая (одуванчики, цикады, насекомые и др.); охрана окружающей среды; альтернативная энергия; окружающая среда реки Хиросэ (модель реки с проточной водой).
Взаимосвязь жизни с наукой: Экспозиция по темам: робототехника; автоматическое пианино; светотехника; модель машиностроительного завода; компьютерные игры; моделирование и показ одежды; модель метеорологического центра и машина для генерации торнадо; плазменный шар.
Наука игры: Экспозиция по темам: песенный ящик; механический игрушечный уголок; экспериментальное оборудование Aero Subaru и аэродинамическая труба; заход внутрь гигантского мыльного пузыря; эксперименты с микроскопом.
- Раздел природы, размещённый на ландшафте вокруг здания музея[7]:

Сад камней: Образцы горных пород, добываемых в префектуре Мияги; виды деревьев и растений, связанные с ископаемыми растениями, раскопанными в Сендае.
Тропа наблюдения за природой: Тропа для наблюдения за природой в течение четырёх сезонов. Представление образцов разнообразной флоры (роща с японскими каштанами, японские красные сосны и водных растений, растущих вдоль болот.
Смотровая площадка для наблюдения за природой: С площадки открывается панорамный вид на лесопарк Дайнохара.